# Karlo I. Flandrijski
Karlo I. Flandrijski (o. 1083. – 2. ožujka 1127.), poznat po nadimku Karlo Dobri bio je grof Flandrije od 1119. do 1123.
Rodio se u Danskoj kao jedno od troje djece kralja Knuta IV. i njegove supruge Adele Flandrijske. Kada je imao tri godine, otac mu je ubijen u pobuni; majka se vratila u rodnu Flandriju gdje su se o njemu brinuli prvo djed, grof Robert I., a potom stric Robert II. Nakon Robertove smrti, mjesto grofa je preuzeo njegov rođak Balduin VII. Karlo je od Balduina bio nešto stariji i iskusniji, pa je služio kao glavni dvorski savjetnik. U rujnu 1118. je Balduin teško ranjen boreći se u službi francsukog kralja protiv Engleza. Obzirom da nije imao djece, mjesto grofa je na samrti ostavio Karlu.
Karlo je bio miroljubiv vladar. Posebno se istakao nastojanjem da dijeli kruh sirotinji za vrijeme gladi. Istovremeno se nastojao obračunati sa špekulantima pri čemu mu je posebno na zub došla porodica Erembalda. Njih je za kaznu namjeravao od plemića degradirati u kmetove. Saznavši za to, svećenik Bertulf FitzErembald iz katedrale sv. Donacijana u Bruggeu je skovao urotu s ciljem da grofa ukloni. Dana 2. ožujka 1127. Karlo je  došao u crkvu kako bi se molio. Dok je klečao, u crkvu su upali vitezovi u Erembaldovoj službi Karla mačevima isjekli na komade.
Način Karlove smrti, istovjetan onoj njegovog oca, je razbjesnio narod i plemstvo Bruggea i Genta, koji su pohvatali Erembalde i mučili ih na smrt. Nastali kaos je iskoristio francuski kralj Luj VI. kako bi Flandriji kao grofa nametnuo Guillaumea Clitona, vlastitog pretendenta na englesko prijestolje.
Karlo je nakon smrti slavljen kao svetac, iako je formalna beatifikacija proglašena tek 9. veljače 1882. godine. Spomendan mu je 2. ožujka.